# Daher Ahmed Farah
Pour les articles homonymes, voir Daher (homonymie) et Farah.
 (juin 2020).
Si vous disposez d'ouvrages ou d'articles de référence ou si vous connaissez des sites web de qualité traitant du thème abordé ici, merci de compléter l'article en donnant les références utiles à sa vérifiabilité et en les liant à la section « Notes et références ».
Daher Ahmed Farah, dit « DAF », est un homme politique et écrivain djiboutien, né le 3 janvier 1962 à Dikhil[réf. souhaitée] en République de Djibouti. Cet ancien officier militaire devenu journaliste et écrivain, s'est engagé dans la lutte pour le changement démocratique en 1992.  
Il a co-fondé et présidé le premier parti djiboutien légalisé d'opposition[réf. souhaitée] depuis l'Indépendance du pays en juin 1977, le Parti du Renouveau Démocratique (PRD). Sous la présidence de DAF, le PRD est devenu le Mouvement pour le renouveau démocratique et le développement (MRD) le 7 novembre 2002. Il a recouvré sous cette nouvelle dénomination sa légalité arbitrairement retirée[réf. souhaitée] en 1997. A sa tête, a été reconduit Daher Ahmed Farah qui le dirige depuis lors. Le MRD est le principal parti d'opposition[réf. souhaitée] au régime d'Ismaïl Omar Guelleh.

## Biographie

### Formation
Après son baccalauréat obtenu avec mention en juin 1983 à Djibouti, Daher Ahmed Farah intègre dans la même année l'École spéciale militaire de Saint-Cyr où il reçoit une formation d'officier. Puis il poursuit ses études en gestion des entreprises et des administrations à l'Université française de Reims où il obtient un DUT. Plus tard, après un passage à l'Université française de Limoges pour suivre une licence en administration publique, il prépare avec succès un master en sciences de l'homme et de la société à l'Université de Lille en France puis soutient une thèse de doctorat en sciences de l'éducation et de la formation. 

#### Activités professionnelles
DAF sert dans l'armée djiboutienne de septembre 1983 à janvier 1991, temps de formation compris. Au cours de son parcours professionnel militaire, il s'investit beaucoup dans l'instruction et la formation des militaires djiboutiens. Il participe également, comme chargé de cours, à la première formation supérieure au commerce international organisée à Djibouti par la Chambre internationale de commerce et d'industrie de Djibouti. Il y enseigne la gestion des approvisionnements. Il a tôt pris conscience de l'importance de l'éducation et a été alphabétiseur à l'âge de 16 ans et au long de ses études secondaires. 
En 1991, il travaille comme journaliste au journal gouvernemental La Nation dont il est brièvement rédacteur en chef en 1992. En 1993, il crée avec des amis une entreprise de bâtiment et travaux publics. Puis, il fonde, en 1994, une école privée d'enseignement primaire et secondaire dénommée Effort. Ces deux activités sont contraintes de fermer leurs portes en raison de l'engagement de Daher Ahmed Farah qui lui vaut des persécutions récurrentes du pouvoir en place à Djibouti. 

### Activités politiques
En 1992, il participe à la formation du Parti du renouveau démocratique (PRD) avec Mohamed Djama Elabé, Souleiman Farah Lodon, Mohamed Ahmed Kassim dit Haïssama et beaucoup d'autres Djiboutiens de toutes origines. Il en devient président en juillet 1997, après le décès brutal du président fondateur Mohamed Djama Elabe. À ce titre, il dirige Le Renouveau, journal hebdomadaire du parti. Le PRD ayant été arbitrairement décrété illégal, ce à quoi DAF et le parti résistent, commence pour lui une longue période d'arrestations et d'emprisonnements. Il est emprisonné, pour des raisons politiques, en octobre 1997, en août 1999, en juin 2001. Sans compter les confiscations de biens et de documents. A force de résistance, DAF parvient à faire re-légaliser le PRD sous la dénomination de Mouvement pour le Renouveau démocratique et le Développement (MRD) en novembre 2002. Cela n'empêche pas le régime de le jeter à nouveau en prison en avril 2003, soit quelques mois après les élections législatives du 10 janvier 2003 auxquelles il se présente sous la bannière de la coalition Union pour l'alternance démocratique (UAD) qui regroupe les quatre partis d'opposition du pays. 
Craignant pour sa vie, il quitte Djibouti et se réfugie en 2004 en Belgique d'où il dirige le MRD. Il prend la nationalité belge.[réf. souhaitée]
En 2013, il rentre à Djibouti et participe à la création de l'Union pour le salut national (USN) qui présente des candidats aux élections législatives du 22 février 2013. Une modification en 2008 de la loi sur les élections l'empêche de se présenter à ces élections. La coalition gouvernementale se déclare victorieuse, ce que conteste l'USN. S'ensuit une crise post-électorale qui dure près de deux ans. Tout au long de cette crise post-électorale, DAF est arrêté ou assigné à résidence plus de vingt fois et incarcéré six fois à la prison centrale Gabode. Sans compter les confiscations de biens et de documents. Un accord-cadre signé entre l'opposition et le gouvernement le 30 décembre 2020 met fin à cette crise. Mais l'accord reste pour l'essentiel inappliqué. Il retourne en Belgique en mars 2017, quelques jours avant qu'un mandat d'arrêt ne le vise pour ''reconstitution d'un parti politique dissout''. Il dirige le MRD depuis ce pays. 

## Publications
- Splendeur éphémère, Paris, L'Harmattan, coll. « Encres Noires », 1993, 207 p. (ISBN 2-7384-1381-1)
- Abandonné par les dieux, Nouvelle. Revue Noire. Paris : 1997, n°24
- Transmettre du savoir est-ce aussi transmettre du pouvoir ? Communication scientifique, Cnam, Paris, 2012 (https://halshs.archives-ouvertes.fr/halshs-00797771)
- Savoir et pouvoir dans le contexte de Djibouti : des configurations éducatives entre constructions de savoir et relations de pouvoir. Thèse de doctorat, Cnam, Paris (https://tel.archives-ouvertes.fr/tel-01941729/document)